# Allisoniella
Allisoniella, biljni rod jetrenjarki iz porodice Cephaloziellaceae, dio podreda Cephaloziineae.

## Vrste
1. Allisoniella nigra (Rodway) R.M.Schust.
2. Allisoniella obcordata E.A. Hodgs.
3. Allisoniella recurva R.M.Schust.
4. Allisoniella scottii (R.M.Schust.) R.M.Schust.
5. Allisoniella subbipartita (C.Massal.) R.M.Schust. et J.J.Engel
6. Allisoniella tasmanica R.M.Schust.